# Фуентес-де-Айодар
Фуентес-де-Айодар, Фонтес (ісп. Fuentes de Ayódar (офіційна назва), валенс. Fontes) — муніципалітет в Іспанії, у складі автономної спільноти Валенсія, у провінції Кастельйон. Населення — 142 особи (2010).

## Географія
Муніципалітет розташований на відстані близько 280 км на схід від Мадрида, 32 км на захід від міста Кастельйон-де-ла-Плана.

## Демографія
Динаміка населення (INE ):

## Галерея зображень

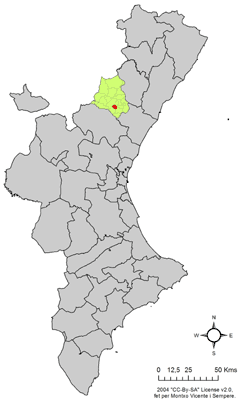
Розташування муніципалітету Фуентес-де-Айодар у автономній спільноті Валенсія
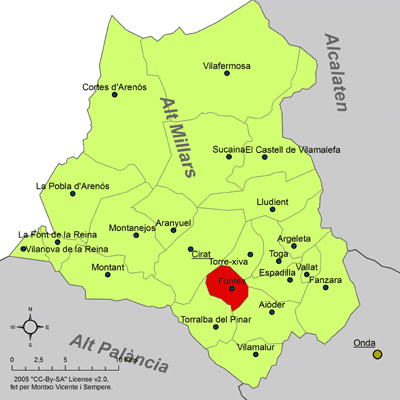
Розташування муніципалітету Фуентес-де-Айодар у комарці Альто-Міхарес
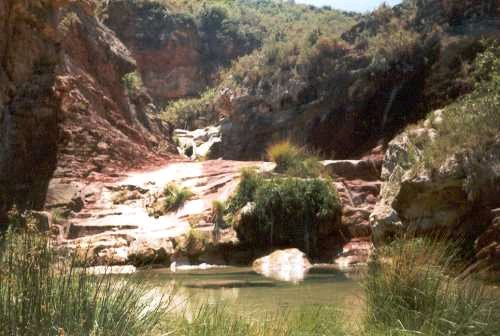
Річка Чико